# Reichsamt des Innern

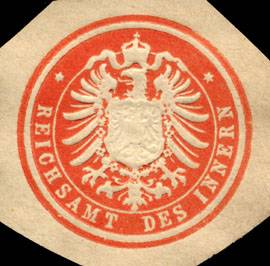
Siegelmarke Reichsamt des Innern

Das Reichsamt des Innern (auch Reichsamt des Inneren) war ein oberstes Reichsamt im Deutschen Kaiserreich. Es hatte die Aufgaben eines Innenministeriums, wurde aber erst in der Weimarer Republik zum Reichsinnenministerium.

## Geschichte
Auf Vorschlag des Reichskanzlers Otto von Bismarck ging es am 24. Dezember 1879 durch Erlass von Kaiser Wilhelm I. aus dem Reichskanzleramt hervor, dem ehemaligen Bundeskanzleramt (nicht zu verwechseln mit der Reichskanzlei, der Behörde des Kanzlers ab 18. Mai 1878).
Wie die anderen Reichsämter auch, war es dem Reichskanzler unmittelbar unterstellt. Der Sitz des Amtes befand sich in Berlin, seine Leitung unterstand dem Staatssekretär des Innern, der von 1881 bis 1916 stets zusätzlich das Amt des Vizekanzlers innehatte.
Im Oktober 1880 erhielt das Reichsamt des Innern eine besondere II. Abteilung für Handel und Gewerbe, genannt wirtschaftliche Abteilung, die tatsächlich die Aufgabe hatte, die Arbeiterversicherungsgesetzgebung vorzubereiten. Erster und langjähriger Abteilungsdirektor wurde Robert Bosse. Im Frühjahr 1894 wurde von der I. Abteilung eine neue III. Abteilung für wirtschaftliche Fragen abgezweigt, die 1900 wiederum geteilt wurde, sodass seit Mai 1900 vier Abteilungen bestanden, in denen 16 Vortragende Räte tätig waren.
Mit dem Gesetz über die vorläufige Reichsgewalt vom 11. Februar 1919 wurde aus dem Reichsamt das Reichsministerium des Innern; so hieß es auch in der Weimarer Republik.

## Die Staatssekretäre des Reichsamts des Innern
| Name                              | Amtsantritt | Ende der Amtszeit |
| --------------------------------- | ----------- | ----------------- |
| Karl Hofmann                      | 1879        | 1880              |
| Karl Heinrich von Boetticher      | 1880        | 1897              |
| Arthur Graf von Posadowsky-Wehner | 1897        | 1907              |
| Theobald von Bethmann Hollweg     | 1907        | 1909              |
| Clemens von Delbrück              | 1909        | 1916              |
| Karl Helfferich                   | 1916        | 1917              |
| Max Wallraf                       | 1917        | 1918              |
| Karl Trimborn                     | 1918        | 1918              |

## Das Reichsministerialblatt
Das zum Zweck öffentlicher Bekanntmachungen herausgegebene Amtsblatt des Reichsamts war ab 1880 das Central-Blatt bzw. ab 1903 das Zentralblatt für das Deutsche Reich (ZBl, ZDB-ID 200990-0), das von 1873 bis 1879 bereits vom Reichskanzleramt herausgegeben worden war. In dieser Funktion ließ ihm das Reichsministerium des Innern ab 1923 das Reichsministerialblatt (RMBl, ZDB-ID 200991-2) folgen.